# Gouyave

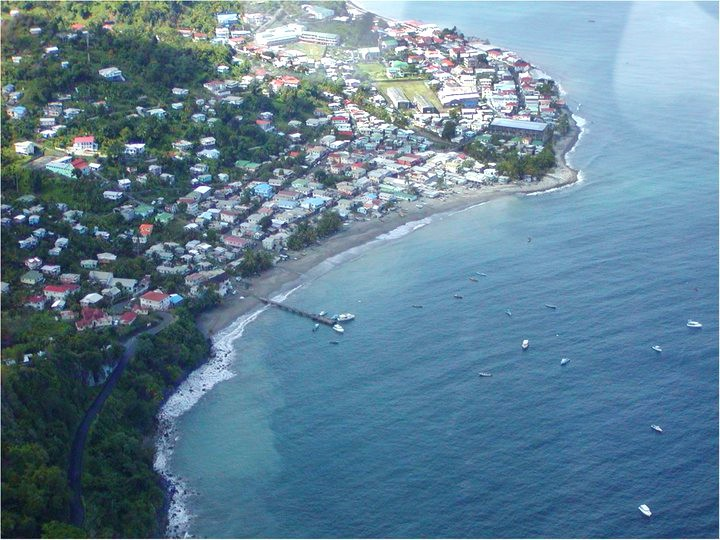
Vista aérea de Gouyave

Gouyave é a segunda maior cidade de Granada (depois da capital, Saint George's), está localizada na costa oeste da ilha. Gouyave é a capital da paróquia de Saint John. De acordo com o censo de 1991, a cidade possuía 3.070 habitantes, a população estimada no início de 2007 era de 3.400 habitantes.
Originalmente chamada Charlotte town, em homenagem a rainha inglesa Charlotte (Carlota de Mecklenburg Streliz), casada com o rei Jorge III, a cidade foi renomeada para Goyauve durante o controle francês, devido a grande quantidade de plantações de guavas na época.
Gouyave é conhecida por muitos como the town that never sleeps (a cidade que nunca dorme) ou action city (cidade ação).
- Latitude: 12° 10' 0" Norte
- Longitude: 61° 43' 60" Oeste
- Altitude: 82 metros